# Montserrat Campmany i Cortés
Montserrat Campmany i Cortés (* 7. März 1901 in Barcelona; † 31. Mai 1995 in Buenos Aires) war eine katalanische Pianistin, Sängerin, Pädagogin und Komponistin.

## Leben
Montserrat Campmany wurde am 7. März 1901 als Tochter von Francesc Campmany i Capdevila und Elvira Cortés geboren, die beide aus Barcelona stammten.
Als sie 8 Jahre alt war, zog die Familie aus wirtschaftlichen Gründen nach Buenos Aires. Dort entdeckten ihre Eltern ihr musikalisches Talent und beschlossen sie an der Escuela Argentina de Música einzuschreiben, wo sie bei Guido Cappocci (Gesang), Julián Aguirre (Klavier), Alberto Schiuma (Cello) und Constantino Gaitó (Komposition) studierte.
Im Jahr 1917 organisierte der katalanische Chor in Buenos Aires einen Kompositionswettbewerb, bei dem Montserrat Campmany für ihr Chorwerk Raïms i espigues ausgezeichnet wurde. Sie war die erste Frau, die der Komponistengruppe des Instituts für Musikwissenschaft angehörte, dessen Direktor Carlos Vega war. Die meisten ihrer Werke sind für Gesang komponiert, wobei Hilando (1920) und Poemas de Cuyo (1925) besonders hervorstechen. Sie schrieb eine Reihe an Liedern mit Versen von Rubén Darío, in denen sie die Inka-Skala verarbeitet.
Anfang 1929 kehrt sie nach Barcelona zurück, wo das Orquesta Pau Casals ihre Werke Danza india und Poemas de Cuyo uraufführten – Stücke, die auf der pentatonischen Skala der Inka basieren (ähnlich wie Visión sinfónica u. a.). Dort setzte sie auch ihr Studium bei Joan Llongueres i Badia, Blanca Selva und Joan Massià fort. 1930 assistierte sie beim griechisch-katalanischen Übersetzungsseminar mit Carles Riba in der Fundación Bernat Metge. Als Pianistin und Schriftstellerin arbeitete sie bei den Zeitschriften La Nación, La Razón, El Hogar, Revista de la Asociación Wagneriana und La Revista de Música in Buenos Aires.
In den 1940er Jahren veröffentlichte der Herausgeber José Ballesta ihre Übersetzung von Tausend und eine Nacht in Buenos Aires.
1932 bewarb sie sich als Lehrerin und unterrichtete anschließend an den Schulen Escola del Mar und Escola del Blanquerna. 1939 kehrt sie wieder nach Argentinien zurück, wo sie ihre Kompositionen sowie ihre Studien zur Inka-Musik mit dem Historiker und Musikwissenschaftler Carlos Vega fortführte. Sie gab Musikunterricht an der Schule Escuela Normal núm. 1 in Buenos Aires. Sie war aktives Mitglied in der Asociación Argentina de Compositores de Música und trat 1949 in die Sociedad Argentina de Autores y Compositores ein. Sie schrieb Werke für Gesang, Klavier, Kammermusik, sinfonische Dichtungen und Lieder. In ihren Kompositionen spiegeln sich Einflüsse der Musik der amerikanischen Ureinwohner sowie der Zwölftonmusik wider, insbesondere ab den 1950er Jahren.
In Buenos Aires setzte sie ihre Arbeit als Komponistin bis zu ihrem Tod im Jahr 1995 fort. Einige ihrer Werke erlangten internationale Anerkennung, vor allem ihr Streichquartett.
Die persönliche Sammlung von Montserrat Campmany wird in der Biblioteca de Catalunya aufbewahrt.

## Werke
Werke für Gesang
- L'absence
- Primavera
- Romancillo del milagro nº 1 de "tres corales en la" (1949)

Werke für Klavier
- Suite Incaica (1940)

Werke für Gesang und Klavier
- Azul (1954), über ein Gedicht von Agustín Dentone
- Baguala (1944)
- Canto de amor (1954), über ein Gedicht von Agustín Dentone
- Carita del cielo, lied, über ein Gedicht von Agustín Dentone
- La casita de Tucumán, canción para niños (1952), mit Text von Celia Peona
- Filant, über ein Gedicht von Josep Martí i Folguera
- Firulete: 6 canciones infantiles (1942), mit Text von María Rosario Cipriota
- Jueirío, über ein Gedicht von Rafael Jijena Sánchez
- Poema otoñal (1922), mit Texten von Rubén Darío
- Momento: lied, mit Text von Margarita Abella Caprile
- Petit rondell, mit Text von Jeroni Zanné
- El pollito Piu
- Tres cantos escolares, mit Texten von Jeroni Zanné (Las calesitas, El pájaro y el gato, El barrilete)
- Un asra, über ein Gedicht von Heinrich Heine

Kammermusik
- Al Sant Marçal de Plata (1942), für Chor
- Concierto para trompeta solista, metales y timbal
- Cuarteto de cuerdas en Mi mayor
- Cuarteto para saxofones (1958)
- Dansa índia (1929), für Bläserensemble, Schlagwerk und Klavier
- Día de feria en Tucumán, für Gesang, Flöte und Harfe
- Dúo de saxofones
- Médano, für Gesang, Flöte und Harfe
- Poemas de Cuyo (1925), für Gesang, Flöte und Harfe
- Quinteto para violín en tres movimientos
- Raïms i espigues (1919), für Chor
- Salve Regina, für Chor und Orgel
- Siesta, für Gesang, Harfe und Flöte

Sinfonische Dichtungen
- La Perí, sobre Aiguaforts i aigües vessants (1920), Text von Jeroni Zanné
- Visión sinfónica (1930)

Andere
- La leyenda de la yerba mate (1941), Komödie
- La guspira (1931), Sardana
- Tonada (unbekannt)[13]